# Milan Kaić
Milan Kaić (Livno, 25. ožujka 1926. – Zagreb, 10. prosinca 2004.) bio je kemičar.

## Životopis
Osnovnu je školu završio u rodnom Livnu, a gimnaziju u Splitu i Zagrebu. U Zagrebu 1946. završio klasičnu gimnaziju te diplomirao 1954. pri Kemijskom odsjeku Tehničkoga fakulteta (poslije Tehnološki fakultet), na kojem je i doktorirao 1971. iz područja biotehnoloških znanosti tezom Prilog određivanju konstitucije lipidnih tvari u jestivim i otrovnim gljivama zagrebačkog područja. Radio 1955. – 1957. u zagrebačkoj tvornici »Elektroda«, kratko u Trgocentru, potom do kraja 1959. u Tvornici ulja. Od 1960. asistent u Zavodu za kemiju Šumarskoga fakulteta u Zagrebu te od 1974. do umirovljenja 1991. docent. Sudjelovao u poslijediplomskoj nastavi Zavoda za kemiju Poljoprivrednoga fakulteta 1967. – 1969. Radove objavljivao u časopisima Farmaceutski glasnik (1967. – 1968.), Poljoprivredna znanstvena smotra (1969., 1971.), Glasnik za šumske pokuse (1974.), Šumarski list (1979., 1985.), Drvna industrija (1985.). Autor je skripata Praktikum anorganske analitičke kemije (Zagreb 1966.) i Organska kemija (Zagreb 1974.).